# Hino
Hino (日野市?) è una città giapponese conurbata in Tokyo.
In questa città ha sede un museo ferroviario.